# Ouled Si Slimane
Ouled Si Slimane (în arabă أولاد سى سليمان) este o comună din provincia Batna, Algeria.
Populația comunei este de 12.473 de locuitori (2008).